# Nati nel 1281
| Questa pagina contiene informazioni ricavate automaticamente dalle voci biografiche con l'ausilio del template Bio e di un bot. L'aggiornamento è periodico e automatico e ricostruisce completamente la pagina. Se manca una persona in questa lista, sei pregato di non aggiungerla, ma accertati piuttosto che la sua voce biografica contenga il template Bio e che i dati anagrafici siano correttamente compilati. Se il template Bio manca, inseriscilo tu stesso o, in alternativa, metti l'avviso {{tmp\|Bio}} che ne segnala la mancanza. Se i dati riportati sono sbagliati, correggi direttamente la voce biografica; le modifiche saranno visibili in questa lista entro pochi giorni. Per chiarimenti vedi il progetto biografie. La lista contiene solo le 9 persone che sono citate nell'enciclopedia e per le quali è stato implementato correttamente il template Bio. Pagina aggiornata al 10 ago 2025. |

- 29 marzo - Castruccio Castracani, militare e politico italiano († 1328)
- 18 maggio - Agnese d'Asburgo, regina († 1364)
- 4 agosto - Külüg Khan, imperatore cinese († 1311)
- 25 dicembre - Alice de Lacy, nobile britannica († 1348)
- Alaeddin Pasha, principe ottomano († 1331)
- Jurij di Mosca, russo († 1325)
- Nizamüddin Ahmed Pascià, politico ottomano († 1380)
- Orhan I, sultano ottomano († 1362)
- Hamdallah Mustawfi, geografo, storico e poeta persiano